# Nastassja Kinski

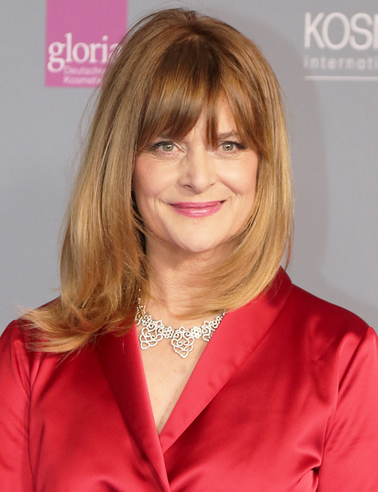
Nastassja Kinski (2017)

Nastassja Kinski (* 24. Januar 1961 als Nastassja Aglaia Nakszynski in West-Berlin) ist eine deutsche Schauspielerin. Sie wurde 1977 mit dem von Wolfgang Petersen gedrehten Fernsehfilm Tatort: Reifezeugnis im deutschen Sprachraum bekannt. Ihre größten Erfolge hatte sie in den späten 1970er und den 1980er Jahren. Sie drehte in Deutschland, Frankreich und Hollywood, unter anderem mit den Regisseuren Wim Wenders, Roman Polański und Francis Ford Coppola. Zeitweise war sie eine der meistfotografierten Frauen der Welt und schmückte zahlreiche Titelbilder.

## Leben

### Jugend
Nastassja Kinski wurde 1961  in West-Berlin als zweite Tochter des Schauspielers Klaus Kinski (bürgerlicher Name Klaus Günter Karl Nakszynski) geboren. Sie war das einzige Kind aus seiner 1960 geschlossenen Ehe mit der damals zwanzigjährigen Brigitte Ruth Tocki. Aus der ersten Ehe des Vaters stammt ihre Halbschwester Pola Kinski, aus seiner dritten Ehe ihr Halbbruder Nikolai Kinski. Beide sind, wie auch ihre Cousine Lara Naszinsky, ebenfalls Schauspieler.
Bedingt durch die wechselnden Drehorte ihres Vaters wuchs Kinski in Berlin, München und Rom auf. Nach der Trennung der Eltern 1968 verließ sie mit ihrer Mutter Italien und lebte bis 1971 in München, dann für kurze Zeit in Caracas und ab 1972 erneut in München – diesmal zusammen mit ihrer Mutter in einer Kommune. 1977 verließ sie das Willi-Graf-Gymnasium München mit der Mittleren Reife.
Über ihre Kindheitserlebnisse mit ihrem Vater äußerte sich Nastassja Kinski später kritisch, nachdem ihre Halbschwester Pola enthüllt hatte, von ihm missbraucht worden zu sein. Selbst habe sie zwar das Verhalten des Vaters gefürchtet, aber – entgegen der von Klaus Kinski in seiner Autobiografie aufgestellten Inzestbehauptungen – jeglichen Missbrauch abwehren können.

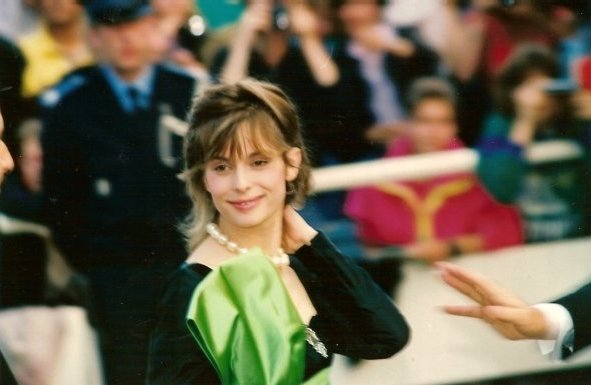
Nastassja Kinski bei den Filmfestspielen in Cannes 1990

### Karriere
Nastassja Kinskis schauspielerisches Talent wurde in den 1970er Jahren von Lisa Kreuzer, einer Darstellerin des Neuen Deutschen Films, entdeckt. Sie vermittelte der Dreizehnjährigen 1974 die Rolle der stummen Mignon in Wim Wenders’ Film Falsche Bewegung. 1977 wurde Kinski als minderjährige Schülerin Sina, die ein Liebesverhältnis mit ihrem Lehrer eingeht, in dem von Wolfgang Petersen gedrehten Film Reifezeugnis aus der Fernsehreihe Tatort (ARD) bekannt. Im selben Jahr nahm sie in New York Schauspielunterricht bei Lee Strasberg. Der Regisseur Roman Polański nahm 1977 Fotos von Kinski für die französische Modezeitschrift Vogue auf. In der deutschen Ausgabe des Magazins Playboy wurde sie im September 1978 und Mai 1983 abgebildet. 
Ihre erste Hauptrolle in einer Kinoproduktion spielte Nastassja Kinski 1978 in dem Erotikfilm Leidenschaftliche Blümchen. 1978 spielte sie zudem an der Seite von Marcello Mastroianni in dem italienisch-spanischen Erotikdrama Bleib wie du bist (Così’ come sei). Roman Polański inszenierte im folgenden Jahr mit Kinski in der Hauptrolle das französisch-britische Filmdrama Tess nach dem Roman Tess von den d'Urbervilles: Eine reine Frau von Thomas Hardy aus dem Jahr 1891. Für die Darstellung der Tess erhielt sie einen Golden Globe als beste Nachwuchsdarstellerin. Die Zeitschrift Stern zeigte sie damals mit der Schlagzeile „Unser Weltstar in Hollywood“ auf der Titelseite, fotografiert von dem US-amerikanischen Fotokünstler Richard Avedon.
Es folgten Filme in den USA; u. a. drehte sie 1982 mit Regisseur Francis Ford Coppola Einer mit Herz, der bei Kritik und Publikum schlecht ankam. 1982 übernahm sie die Hauptrolle in Paul Schraders erotischem Thriller Katzenmenschen, und unter der Regie von Wim Wenders drehte sie 1984 den preisgekrönten Film Paris, Texas, der als eine ihrer besten Leistungen gilt. Ihre Karriere flaute Mitte der 1980er Jahre ab, auch der aufwändig inszenierte amerikanische Historienfilm Revolution, in dem sie 1985 an der Seite von Al Pacino auftrat, erwies sich als Misserfolg. Eine Reihe weiterer Filme mit Kinski entstand in der Folgezeit in Italien und wurde außerhalb Italiens kaum rezipiert. 1993 drehte sie erneut unter der Regie von Wim Wenders: In weiter Ferne, so nah!. In den 2000er Jahren pausierte sie zeitweise von der Schauspielerei.
Im Jahr 2011 wurde Kinski Mitglied der US-Filmakademie Academy of Motion Picture Arts and Sciences. 2016 nahm sie in Deutschland an der TV-Tanzshow Let’s Dance teil; zusammen mit ihrem Tanzpartner Christian Polanc schied sie nach der siebten Runde aus. In den letzten Jahren spielte Kinski wieder in einigen deutschen Filmproduktionen, darunter Die stillen Trabanten (Regie Thomas Stuber, mit Martina Gedeck, 2022) und Las Vegas (Regie Kolja Malik, mit Robert Stadlober, 2023). 

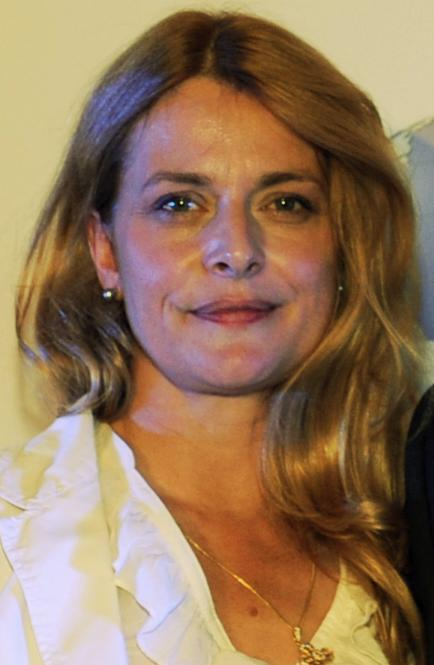
Nastassja Kinski, 2009

### Privatleben
Nastassja Kinskis 1984 geborener Sohn stammt aus ihrer Beziehung mit dem Schauspieler Vincent Spano, mit dem sie in dem im selben Jahr erschienenen Film Maria’s Lovers spielte. Im September 1984 heiratete sie den ägyptisch-US-amerikanischen Filmproduzenten Ibrahim Moussa (1946–2012). 1986 wurde ihre gemeinsame Tochter Sonja geboren, die Model und Schauspielerin wurde. Die Ehe wurde 1992 geschieden. Von 1991 bis 1997 lebte Nastassja Kinski mit dem US-amerikanischen Musiker Quincy Jones (1933–2024) zusammen, mit dem sie eine 1993 geborene Tochter hat, Kenya Kinski-Jones, die als Model arbeitet. 2016 war sie mit dem Tänzer Ilia Russo liiert.

## Trivia
- In den Abspännen einiger ihrer Filme ist Nastassja Kinski unter den Namen Anastasiya Kinski, Nastassia Kinski und Nastasha Kinski aufgeführt.
- Andy Warhol erwähnt Kinski in seinen Tagebüchern.
- 1984 wurde Kinski von der Popgruppe Simple Minds im Text des Liedes Up on the Catwalk verewigt: „One thousand names that spring up in my mind, like Deodato, Michelangelo, Robert De Niro, so many others, Nastassja Kinski and Martin Luther – there’s room for others, away from me.“[14]
- Die deutsche Musikgruppe Die Ärzte erwähnte sie 1984 in der Bridge des Liedes Mädchen auf dem Album Debil ebenso wie der Rapper Aleksey 1999 in seinem Song Millennium.[15]
- 2024 forderte Kinski über ihren Anwalt ein Verbot der erneuten Ausstrahlung einer mit ihr aufgenommenen Nacktszene in dem erstmals 1977 gesendeten Film Reifezeugnis aus der Fernsehreihe Tatort.[16]

## Filmografie (Auswahl)
- 1975: Falsche Bewegung
- 1976: Die Braut des Satans (To the Devil a Daughter)
- 1977: Tatort: Reifezeugnis (Fernsehfilm)
- 1977: Notsignale (Fernsehserie, Folge Im Nest)
- 1978: Leidenschaftliche Blümchen
- 1978: Bleib wie du bist (Così come sei)
- 1979: Tess
- 1982: Einer mit Herz (One from the Heart)
- 1982: Katzenmenschen (Cat People)
- 1983: Gefährliches Dreieck (Exposed)
- 1983: Bitte nicht heute Nacht (Unfaithfully Yours)
- 1983: Frühlingssinfonie
- 1983: Der Mond in der Gosse (La lune dans le caniveau)
- 1984: Hotel New Hampshire (The Hotel New Hampshire)
- 1984: Paris, Texas
- 1984: Maria’s Lovers
- 1985: Revolution
- 1985: Harem
- 1987: Krank vor Liebe (Maladie d’amour)
- 1992: Die geheimnisvolle Blonde (La Bionda)
- 1992: Zwischen Nacht und Traum (In Camera mia)
- 1993: In weiter Ferne, so nah!
- 1994: Tödliche Geschwindigkeit (Terminal Velocity)
- 1995: Der Ring aus Stein
- 1996: Somebody Is Waiting
- 1997: One Night Stand
- 1997: Ein Vater zuviel (Fathers’ Day)
- 1997: Wait till dawn – Warte, bis es dunkel wird … (Little Boy Blue)
- 1997: Bella Mafia (Fernsehfilm)
- 1998: Susan’s Plan
- 1998: Savior
- 1998: Leben und lieben in L.A. (Playing by Heart)
- 1998: Männer, Frauen und die Wahrheit über Sex (Your Friends & Neighbors)
- 1999: Der Zorn des Jägers (The Lost Son)
- 1999: Angriff aus der Vergangenheit (The Intruder)
- 2000: Das Reich und die Herrlichkeit (The Claim)
- 2000: Späte Abrechnung (Red Letters)
- 2000: Sommer der Freundschaft (A Storm in Summer)
- 2000: The Magic of Marciano
- 2000: Time Share – Doppelpack im Ferienhaus
- 2000: Quarantäne (Quarantine)
- 2001: Cold Heart
- 2001: Stadt, Land, Kuss (Town & Country)
- 2001: Ein amerikanischer Traum (An American Rhapsody)
- 2001: The Day the World Ended – Tod aus dem All (The Day the World Ended, Fernsehfilm)
- 2001: The District – Einsatz in Washington (The District, Fernsehserie, Folge 2×08)
- 2001: Beyond the City Limits
- 2002: Dass du ewig denkst an mich (All Around the town, Fernsehfilm)
- 2003: Gefährliche Liebschaften (Les Liaisons dangereuses, Fernsehfilm)
- 2004: Lady Musketier – Alle für Eine (La Femme Musketeer)
- 2004: Im Spiegel des Bösen (A Ton Image)
- 2006: Inland Empire
- 2012: The Nightshift Belongs to the Stars (Il turno di notte lo fanno le stelle, Kurzfilm)
- 2013: Sugar
- 2022: Police de caractères: Cadavre exquis (Fernsehfilm)
- 2022: Die stillen Trabanten[17]
- 2022: Homeshopper's Paradise (Fernsehfilm)
- 2023: LasVegas
- seit 2023: Castlevania: Nocturne (Stimme von Tera, Fernsehserie, 14 Folgen)

## Auszeichnungen
- 1975: Filmband in Gold (Bundesfilmpreis) für Falsche Bewegung in der Kategorie Schauspieler-Ensemble (gemeinsam mit Marianne Hoppe, Lisa Kreuzer und Hanna Schygulla)
- 1977: Goldener Bravo Otto
- 1978: Goldener Bravo Otto
- 1978: Bambi für Reifezeugnis
- 1978: Jupiter in der Kategorie Beste Darstellerin
- 1979: Silberner Bravo Otto
- 1980: César: nominiert für Tess in der Kategorie Meilleure actrice
- 1981: Golden Globe für Tess in der Kategorie New Star of the Year in a Motion Picture
- 1983: Filmband in Gold (Bundesfilmpreis) für Frühlingssinfonie in der Kategorie Herausragende Einzelleistung, Schauspielerin
- 1983: Saturn Award: nominiert für Katzenmenschen in der Kategorie Best Actress
- 1985: Nastri d’Argento (Silberband) des Sindacato Nazionale Giornalisti Cinematografici Italiani (SNGCI) für Maria’s Lovers in der Kategorie Migliore Attrice Straniera – Beste ausländische Schauspielerin
- 1988: César: nominiert für Maladie d’amour in der Kategorie Meilleure actrice – Beste Schauspielerin
- 2000: Wine Country Film Festival (Kalifornien): The Magic of Marciano in der Kategorie Best Actress
- 2014: Ehrendarstellerpreis des Eat My Shorts – Hagener Kurzfilmfestivals
- 2017: Ehrenleopard, Locarno Film Festival[18]